# Dodge St. Regis
Der Dodge St. Regis war eine von der zum Chrysler-Konzern gehörenden US-amerikanischen Automobilmarke Dodge angebotene Limousine der Full-Size-Kategorie, die von 1979 bis 1981 im Programm war. Präsentiert wurde der St. Regis zum Modelljahr 1979 als Nachfolger des 1977 eingestellten Dodge Royal Monaco. Um die Eigenständigkeit des Modells zu dokumentieren, übernahm der neue Dodge nicht die Modellbezeichnung des Vorgängers, sondern verwendete einen scheinbar neuen Namen. Tatsächlich allerdings war die Bezeichnung St. Regis bereits seit den 1950er Jahren in unterschiedlichen Zusammenhängen vom Chrysler-Konzern genutzt worden. So hatte 1955 ein Sondermodell des Chrysler New Yorker den Namen St. Regis geführt; später wurde die Bezeichnung von der Konzernmarke DeSoto verwendet.

## Die Fahrzeugentwicklung

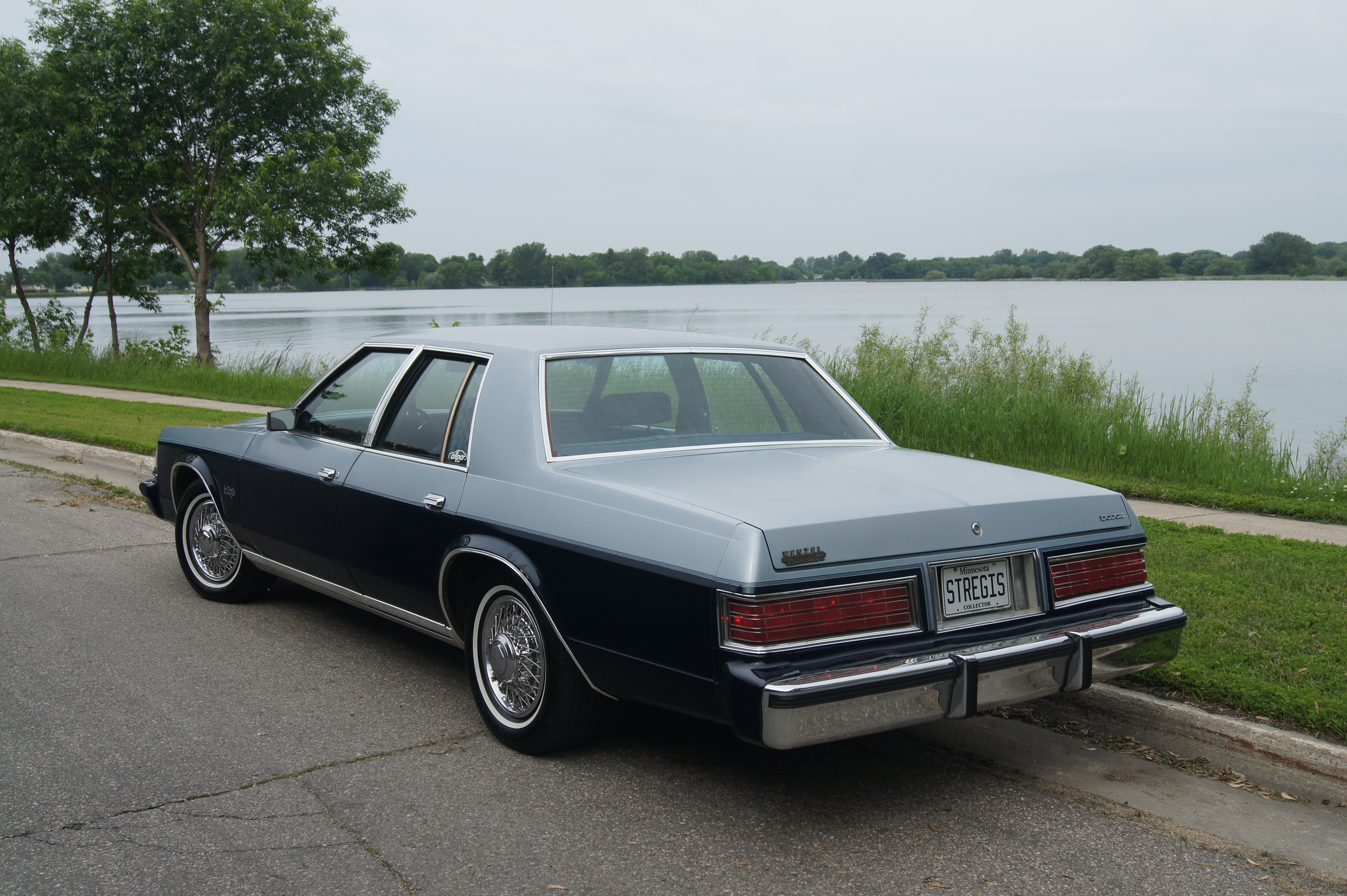
Dodge St. Regis

Technisch konnte der St. Regis nur bedingt als Neuentwicklung angesehen werden. Er beruhte auf der sog. R-Plattform der Chrysler Corporation, die ihrerseits eine Abwandlung des bereits 1970 eingeführten „B-Body“ war. Damit war er mit den bisherigen Intermediate-Modellen des Chrysler-Konzerns verwandt, zu denen beispielsweise der Dodge Coronet, der Chrysler Cordoba und der Dodge Magnum XE gehörten. Der Rückgriff auf diese bekannte Plattform führte dazu, dass das Spitzenmodell der Marke deutlich geringere Ausmaße aufwies als sein Vorgänger. Dieses sog. Downsizing, das Konkurrenzmarken mit dem Chevrolet Caprice oder dem Ford LTD bereits einige Jahre zuvor realisiert hatten, konnte die Chrysler Corporation, die sich in den 1970er Jahren in einer tiefen strukturellen und finanziellen Krise befand, dank der Plattformstrategie ohne großen Entwicklungsaufwand zügig umsetzen.
Die Karosserie des St. Regis war neu gestaltet. Die Fahrgastzelle, die Glaseinheiten, die Türen und die Kotflügel waren baugleich mit dem gleichzeitig vorgestellten Chrysler Newport und dem Chrysler New Yorker; auch der ein Jahr später präsentierte Plymouth Gran Fury nutzte diese Strukturen. Die einzelnen Modelle unterschieden sich, abgesehen von abweichend geschnürten Ausstattungspaketen, allein durch die Gestaltung der Front- und der Heckpartie. Der Chrysler Newport und der Plymouth Gran Fury waren insoweit weitgehend identisch; der Dodge St. Regis allerdings hatte eine eigenständige Frontpartie. Ein besonderes Merkmal des Dodge waren die versenkbaren Plexiglasabdeckungen vor den Scheinwerfern. Dieses Konzept hatte Dodge bereits 1978 bei dem Magnum XE verwirklicht; es sollte den Eindruck erwecken, als hätte das Auto sportlich wirkende Breitbandscheinwerfer, die in den USA allerdings tatsächlich nicht zugelassen waren. Daher klappte die Abdeckung bei Aktivierung der hinter ihr positionierten Rechteckscheinwerfer herunter. Der Klappmechanismus wurde auch beim Spitzenmodell der Marke, dem Chrysler New Yorker, verwendet; dort war die Abdeckung allerdings nicht durchsichtig, sondern in Wagenfarbe lackiert.
Angetrieben wurde der nur als viertürige Limousine lieferbare St. Regis von unterschiedlichen Triebwerken. Als Basismotorisierung diente ein 3,7 Liter großer Reihensechszylinder mit 110 PS. Auf Wunsch war ein V8-Motor mit 5,2 Litern Hubraum und  135 PS lieferbar; in den ersten zwei Produktionsjahren konnte zudem ein 5,9 Liter großer Achtzylindermotor mit 150 PS (Doppelvergaser) oder 195 PS (Zweifach-Registervergaser) bestellt werden. Eine Dreigang-TorqueFlite-Automatik zählte in jeder Motorisierungsstufe zur Serienausstattung.
Der Verkaufspreis des St. Regis war geringfügig niedriger als der des weitgehend baugleichen Chrysler Newport. Der Grundpreis des St. Regis lag 1979 bei 6.532 $, 1980 bei 7.100 $ und 1981 bei 7.737 $. Der zeitverzögert vorgestellte Plymouth Gran Fury war bei deutlich reduzierter Ausstattung etwa 400 $ günstiger.

## Produktion und Verbreitung
Der Dodge St. Regis war ebenso wie die anderen Modelle des R-Body auf dem Markt nicht erfolgreich. Zwar verwirklichte Dodge mit ihm ein Downsizing; verglichen mit den ebenfalls verkleinerten Spitzenmodellen der Konkurrenzmarken kam er allerdings zwei Jahre zu spät. Als er endlich vorgestellt wurde, erschien es bereits wieder als zu groß. Da die Vorstellung des relativ großen und durstigen St. Regis zeitlich mit der so genannten Zweiten Ölkrise des Jahres 1979 zusammenfiel, hielt sich sein Absatz in Grenzen. Nach dem ersten Modelljahr wurde er fast nur noch von Behörden und anderen Flottenkunden gekauft. Aus diesem Grund wurde der St. Regis bereits im Frühjahr 1981 wieder vom Markt genommen.
In zweieinhalb Jahren setzte Dodge vom St. Regis insgesamt etwas über 53.000 Exemplare ab. Sein Nachfolger war der nochmals kleinere, auf der veralteten M-Plattform basierende Dodge Diplomat.